# Zwitsers voetbalelftal in 2003
Het Zwitsers voetbalelftal speelde acht officiële interlands in het jaar 2003, waaronder vijf duels in de kwalificatiereeks voor het EK voetbal 2004 in Portugal. Bondscoach was Köbi Kuhn, die aantrad in 2001. Op de in 1993 geïntroduceerde FIFA-wereldranglijst handhaafde Zwitserland zich in 2003 op de 44ste (januari 2003 — december 2003).

## Balans
| Wedstrijden | Wedstrijden | Wedstrijden | Wedstrijden | Doelpunten | Doelpunten | Doelpunten | Punten |
| Gespeeld    | Winst       | Gelijk      | Verlies     | Voor       | Tegen      | Saldo      | Punten |
| ----------- | ----------- | ----------- | ----------- | ---------- | ---------- | ---------- | ------ |
| 8           | 3           | 2           | 3           | 14         | 13         | +1         | 1.000  |

## Interlands
|                                                                  |                   |       |                                                                                         |                                                                                    |
| 12 februari Vriendschappelijk № 624 «onderlinge duels» 20:30 uur | Slovenië          | 1 – 5 | Zwitserland                                                                             | Športni Park, Nova Gorica Toeschouwers: 3.000 Scheidsrechter: Attila Ábrahám (HUN) |
| 12 februari Vriendschappelijk № 624 «onderlinge duels» 20:30 uur | Ermin Rakovič 72' |       | 3' Hakan Yakin 29' Bernt Haas 36' Alexander Frei 49' Ricardo Cabanas 78' Alexander Frei | Športni Park, Nova Gorica Toeschouwers: 3.000 Scheidsrechter: Attila Ábrahám (HUN) |

|                                                                     |         |       |             |                                                                                         |
| 2 april EK-kwalificatie groep 10 № 625 «onderlinge duels» 18:00 uur | Georgië | 0 – 0 | Zwitserland | Micheil Meschistadion, Tbilisi Toeschouwers: 10.000 Scheidsrechter: Edo Trivković (CRO) |
| 2 april EK-kwalificatie groep 10 № 625 «onderlinge duels» 18:00 uur |         |       |             | Micheil Meschistadion, Tbilisi Toeschouwers: 10.000 Scheidsrechter: Edo Trivković (CRO) |

|                                                               |                   |       |                                               |                                                                                  |
| 30 april Vriendschappelijk № 624 «onderlinge duels» 20:45 uur | Zwitserland       | 1 – 2 | Italië                                        | Stade de Genève, Lancy Toeschouwers: 30.000 Scheidsrechter: Damien Ledentu (FRA) |
| 30 april Vriendschappelijk № 624 «onderlinge duels» 20:45 uur | Alexander Frei 6' |       | 10' Nicola Legrottaglie 76' Cristiano Zanetti | Stade de Genève, Lancy Toeschouwers: 30.000 Scheidsrechter: Damien Ledentu (FRA) |

|                                                                    |                                       |       |                                                        |                                                                                       |
| 7 juni EK-kwalificatie groep 10 № 627 «onderlinge duels» 20:15 uur | Zwitserland                           | 2 – 2 | Rusland                                                | St. Jakob-Park, Bazel Toeschouwers: 30.500 Scheidsrechter: Arturo Daudén Ibáñez (ESP) |
| 7 juni EK-kwalificatie groep 10 № 627 «onderlinge duels» 20:15 uur | Alexander Frei 13' Alexander Frei 16' |       | 24' Sergej Ignasjevitsj 68' (pen.) Sergej Ignasjevitsj | St. Jakob-Park, Bazel Toeschouwers: 30.500 Scheidsrechter: Arturo Daudén Ibáñez (ESP) |

|                                                                     |                                                       |       |                                       |                                                                                 |
| 11 juni EK-kwalificatie groep 10 № 628 «onderlinge duels» 20:15 uur | Zwitserland                                           | 3 – 2 | Albanië                               | Stade de Genève, Lancy Toeschouwers: 26.000 Scheidsrechter: Steve Bennett (ENG) |
| 11 juni EK-kwalificatie groep 10 № 628 «onderlinge duels» 20:15 uur | Bernt Haas 13' Alexander Frei 32' Ricardo Cabanas 71' |       | 23' Altin Lala 86' (pen.) Ervin Skela | Stade de Genève, Lancy Toeschouwers: 26.000 Scheidsrechter: Steve Bennett (ENG) |

|                                                                  |             |                                      |           |                                                                                 |
| 20 augustus Vriendschappelijk № 629 «onderlinge duels» 20:45 uur | Zwitserland | 0 – 2                                | Frankrijk | Stade de Genève, Lancy Toeschouwers: 57.366 Scheidsrechter: Paul Allaerts (BEL) |
| 20 augustus Vriendschappelijk № 629 «onderlinge duels» 20:45 uur |             | 12' Sylvain Wiltord 54' Steve Marlet |           | Stade de Genève, Lancy Toeschouwers: 57.366 Scheidsrechter: Paul Allaerts (BEL) |

|                                                                          |                                                                                    |       |                           |                                                                                        |
| 10 september EK-kwalificatie groep 10 № 630 «onderlinge duels» 19:00 uur | Rusland                                                                            | 4 – 1 | Zwitserland               | Lokomotiv Stadion, Moskou Toeschouwers: 28.800 Scheidsrechter: Pierluigi Collina (ITA) |
| 10 september EK-kwalificatie groep 10 № 630 «onderlinge duels» 19:00 uur | Dmitri Boelykin 22' Dmitri Boelykin 35' Dmitri Boelykin 60' Aleksandr Mostovoj 72' |       | 12' (e.d.) Andrey Karyaka | Lokomotiv Stadion, Moskou Toeschouwers: 28.800 Scheidsrechter: Pierluigi Collina (ITA) |

|                                                              |                                   |       |         |                                                                               |
| 11 oktober EK-kwalificatie groep 10 № 631 «onderlinge duels» | Zwitserland                       | 2 – 0 | Ierland | St. Jakob-Park, Bazel Toeschouwers: 31.006 Scheidsrechter: Anders Frisk (SWE) |
| 11 oktober EK-kwalificatie groep 10 № 631 «onderlinge duels» | Hakan Yakin 6' Alexander Frei 60' |       |         | St. Jakob-Park, Bazel Toeschouwers: 31.006 Scheidsrechter: Anders Frisk (SWE) |

## FIFA-wereldranglijst
| JAN | FEB | MAR | APR | MEI | JUN | JUL | AUG | SEP | OKT | NOV | DEC |
| --- | --- | --- | --- | --- | --- | --- | --- | --- | --- | --- | --- |
| 44  | 41  | 41  | 43  | 43  | 40  | 40  | 40  | 44  | 43  | 43  | 44  |

## Statistieken
| Jörg Stiel         | 1968-03-03 | Borussia M'gladbach  | 5 | 0 | 0 | 14 | 0  |
| Pascal Zuberbühler | 1971-01-08 | FC Basel             | 3 | 1 | 0 | 18 | 0  |
| Verdediging        |            |                      |   |   |   |    |    |
| Patrick Müller     | 1976-12-17 | Olympique Lyon       | 7 | 0 | 0 | 40 | 2  |
| Murat Yakin        | 1974-09-15 | FC Basel             | 7 | 0 | 0 | 40 | 4  |
| Bernt Haas         | 1978-04-08 | West Bromwich Albion | 6 | 0 | 2 |    |    |
| Bruno Berner       | 1977-11-21 | SC Freiburg          | 5 | 2 | 0 | 11 | 0  |
| Stéphane Henchoz   | 1974-09-07 | Liverpool            | 4 | 2 | 0 | 61 | 0  |
| Rémo Meyer         | 1980-11-12 | TSV 1860 München     | 2 | 1 | 0 |    |    |
| Ludovic Magnin     | 1979-04-20 | Werder Bremen        | 2 | 0 | 0 |    |    |
| Christoph Spycher  | 1978-03-30 | Grasshopper Club     | 1 | 2 | 0 | 3  | 0  |
| Marco Zwyssig      | 1971-10-24 | FC Basel             | 0 | 3 | 0 |    |    |
| Stephan Keller     | 1979-05-31 | FC Aarau             | 0 | 2 | 0 |    |    |
| Middenveld         |            |                      |   |   |   |    |    |
| Johann Vogel       | 1977-03-08 | PSV Eindhoven        | 7 | 1 | 0 |    |    |
| Ricardo Cabanas    | 1979-01-17 | Grasshopper Club     | 7 | 0 | 2 |    |    |
| Hakan Yakın        | 1977-02-22 | VfB Stuttgart        | 6 | 0 | 2 |    |    |
| Raphaël Wicky      | 1977-04-26 | Hamburger SV         | 5 | 2 | 0 |    |    |
| Fabio Celestini    | 1975-10-30 | Olympique Marseille  | 4 | 4 | 0 |    |    |
| Benjamin Huggel    | 1977-07-07 | FC Basel             | 1 | 2 | 0 |    |    |
| Mario Cantaluppi   | 1974-04-11 | FC Basel             | 0 | 4 | 0 |    |    |
| Aanval             |            |                      |   |   |   |    |    |
| Alexander Frei     | 1979-07-15 | Stade Rennais        | 8 | 0 | 7 | 22 | 14 |
| Stéphane Chapuisat | 1969-06-28 | BSC Young Boys       | 8 | 0 | 0 |    |    |
| Léonard Thurre     | 1977-09-09 | Servette FC          | 0 | 3 | 0 | 8  | 0  |
| Milaim Rama        | 1976-02-29 | FC Thun              | 0 | 2 | 0 | 2  | 0  |
| Marco Streller     | 1981-06-18 | VfB Stuttgart        | 0 | 1 | 0 | 1  | 0  |